# Tadeusz Kryspin Staniszewski
Tadeusz Kryspin Staniszewski herbu Pobóg (zm. po 1795) – szambelan Stanisława Augusta Poniatowskiego w 1783 roku, komisarz cywilno-wojskowy ziemi czerskiej w roku 1792, poseł na sejm grodzieński, członek konfederacji grodzieńskiej 1793 roku.

## Życiorys
Był synem Zygmunta Jana Staniszewskiego. Przeznaczony przypuszczalnie do stanu duchownego, uczył się w seminarium misjonarzy w Rzymie i przyjął święcenia subdiakońskie. Był elektorem Stanisława Augusta Poniatowskiego z ziemi czerskiej w 1764 roku.. W końcu lat 70. nawiązał romans z wojewodziną nowogrodzką, Franciszką z Woronieckich Jabłonowską, wdową po Józefie Aleksandrze w 1780 przejął administrację jej rozległymi majątkami. Zmuszony przez ojca, zerwał więzi z Jabłonowską. W tym czasie w 1782 porzucił stan duchowny. W 1783 został szambelanem.
Przed rozpoczęciem obrad sejmowych w Grodnie przystąpił do konfederacji targowickiej. W czasie sejmu w roku 1793 otrzymywał miesięcznie po 50 dukatów z kasy posła rosyjskiego Jakoba Sieversa. 
22 lipca 1793 roku podpisał traktat cesji przez Rzeczpospolitą ziem zagarniętych przez Rosję a 25 września cesji ziem zagarniętych przez Prusy  w II rozbiorze Polski.
Po podpisaniu II rozbioru Polski wysunął (podobno z inspiracji Stanisława Augusta Poniatowskiego) projekt wysłania delegacji dziękczynnej do Katarzyny II. Po wybuchu insurekcji kościuszkowskiej zaangażował się po jej stronie publicznie odczytał akt powstania w swojej wsi Ostrołęka, a 17 kwietnia w chwili wybuchu walk w Warszawie, uzbroił swoich ludzi i przyłączył się do akcji zbrojnej i dowodził na Nowym Mieście. 1 maja w  Czersku podpisał  akces ziemi czerskiej do powstania. Wszystko to nie uchroniło go jednak przed aresztowaniem 8 maja na osobiste polecenie Tadeusza Kościuszki aresztowany za udział w sejmie grodzieńskim, składał zeznania przed deputacją indagacyjną. W czasie przesłuchań wydaje się, że został uwolniony z zarzutów, po czym wycofał się z życia publicznego.